# Sant Pere del Morell
Sant Pere del Morell és una església del barri mariner de Sant Andreu de Llavaneres (Maresme) inclosa a l'Inventari del Patrimoni Arquitectònic de Catalunya.

## Descripció
L'església de Sant Pere del Morell té tres naus, amb un porxo a l'entrada i campanar de planta quadrada al darrere. La coberta és a dues aigües i la de la torre és a quatre vessants.

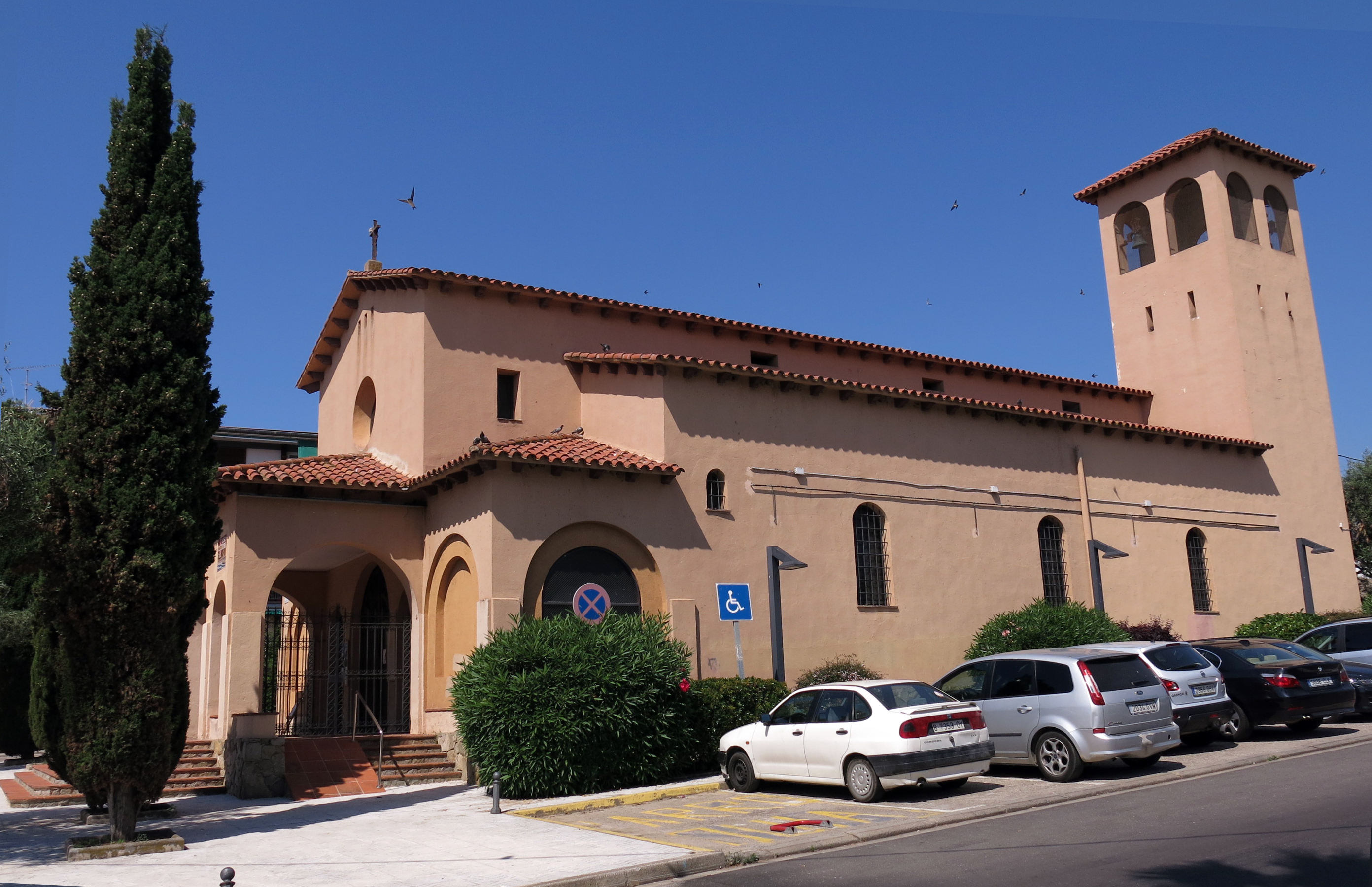
Vista lateral

## Història
Aquesta capella està documentada des del segle xiv. En aquesta època estava a cura d'ermitans deodats. És sufragània de la parròquia de Sant Andreu de Llavaneres. Des del segle xvii fou seu de la confraria de pescadors i en aquesta època fou restaurada o reconstruïda. Es tornà a bastir entre els anys 1917 i 1953.